# Spyridon Milios
Spyridon Milios, (in greco: Σπυρίδων Μήλιος), noto anche coi soprannomi di Spyros o Spyromilios (Himara, 1800 – Atene, 1880), è stato un rivoluzionario, generale e politico greco.

## Biografia
Nato ad Himara, nell'attuale Albania meridionale, all'epoca parte dell'Impero ottomano, era figlio di Milios, un militare locale. Nel 1810 si recò a Napoli in Italia, dove rimase sino al 1819, studiando all'accademia militare ed apprendendo latino e francese. Nel 1819 tornò nella sua terra d'origine per studiare geografia ma venne notato da Alì, Pascià di Giannina, che lo volle impiegato alla sua corte come consigliere militare.

## La guerra d'indipendenza greca
Nell'agosto del 1824, dopo la morte di Ali, assieme ai suoi fratelli Nikolaos e Zachos Milios, Spyromilios (come iniziò a divenire noto) viaggiò verso sud per entrare in contatto coi rivoluzionari greci. Nell'agosto del 1825 combatté nel terzo assedio di Missolonghi alla testa di un gruppo di 250 himarioti armati. Nominato generale nel settembre di quello stesso anno, venne inviato come membro di una commissione a Nauplia nel gennaio del 1826, per chiedere al governo ulteriori aiuti per la città assediata. Questa ambasceria ottenne ben poco, anche se Spyromilios riuscì a recuperare un'imbarcazione inglese per far evacuare la guarnigione locale, anche se ormai troppo tardi. Spyromilios restò quindi  spettatore del tentativo della guarnigione di sfondare le linee ottomane, operazione nella quale suo fratello Nikolaos rimase ucciso.
Successivamente con suo fratello Zachos prese parte alle operazioni militari in Grecia centrale sotto il comando di Georgios Karaiskakis. Sotto il governo di Ioannis Kapodistrias (1828–1829), Spyromilios venne nominato capitano della guardia personale di Dimitrios Ypsilantis.

## Dopo l'indipendenza

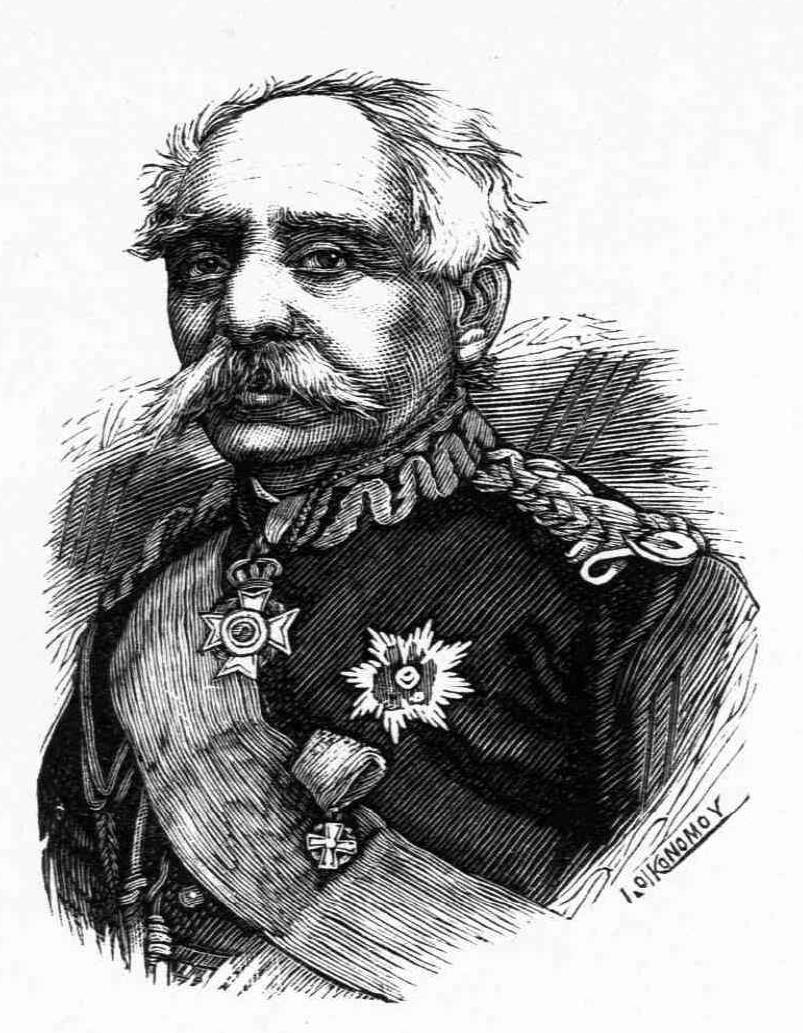
Il generale Spyromilios in un'incisione d'epoca

Dopo la fine della guerra d'indipendenza Spyromilios si stabilì a Tebe, ma continuò a sostenere a distanza Kapodistrias e venne per questo imprigionato per nove mesi nella fortezza di Palamidi (settembre 1833-giugno 1834). Rilasciato e reintegrato nell'esercito, divenne direttore dell'Accademia Militare Ellenica dal 1840 al 1844. Fu il primo militare greco a ricoprire tale incarico, scrivendo inoltre il primo regolamento d'accademia. In questa posizione prese parte alla rivoluzione del 3 settembre 1843 che portò poi alla concessione della prima costituzione della Grecia. Quest'azione lo portò ad essere considerato un nemico da parte di Ottone di Grecia, ma seppe ben presto riguadagnarsi la fiducia del sovrano. Venne nominato segretario generale del ministero degli affari militari nel 1848 e aiutante personale del re; nel 1850 venne nominato ministro degli affari militari, incarico che mantenne poi sino al 1853. Con lo scoppio della guerra di Crimea, supportò le rivolte greche nell'Impero ottomano malgrado la neutralità a cui fu costretta la Grecia da Gran Bretagna e Francia. Il suo coinvolgimento nella rivolta dell'Epiro del 1854 portò alle sue dimissioni ed alla sua sospensione dall'esercito.
Decise a questo punto di ritirarsi definitivamente dall'esercito e ritornò in politica nel 1859, prestando servizio sempre come ministro degli affari militari in diversi gabinetti di governo: nel 1859 in quello di Athanasios Miaoulis, nel 1862 in quello di Gennaios Kolokotronis, nel 1867 in quello di Aristidis Moraitinis e nel 1869 in quello di Dimitrios Voulgaris.
Nel 1864-1865, fu membro del Consiglio di Stato, mentre nel 1872, venne eletto presidente del Parlamento greco.
Le sue memorie (pubblicate nel 1926), forniscono un resoconto dettagliato della sua vita, ed in particolare dell'assedio di Missolonghi.